# A. Maufroid
A. Maufroid est un voyageur français du XIXe siècle.

## Biographie
Bien que son prénom n'ait jamais pu être identifié, A. Maufroid a effectué de nombreux voyages plus touristiques que scientifiques dans le monde entier, sans que l'on sache s'il voyageait pour son simple plaisir ou pour le compte d'organismes. Il en a publié plusieurs relations, riches en descriptions de toutes sortes. 

### L'Amérique
Il part du Havre le 17 février 1906 et arrive à New York le 25. Il visite Philadelphie, Washington, La Nouvelle-Orléans (4 mars), San Antonio, Nuevo Laredo puis Mexico (12 mars). 
Le 18 mars, il arrive à Queretaro puis passe à Guanajuato, Zacatecas, Chihuahua et El Paso avant de gagner Los Angeles (26 mars), San Francisco et par l'Union Pacific Railway, traverse la sierra Nevada alors sous la neige. Il traverse le Grand Lac Salé sur une digue, visite Salt Lake City et Ogden, passe les Rocheuses et atteint le Nebraska. 
Il est à Chicago le 8 avril, passe à Milwaukee et arrive aux chutes du Niagara le 13 avril. Il entre alors au Canada, visite Hamilton, Toronto, Montréal et la réserve indienne de Caughnawaga puis gagne Québec avant de revenir à New York (22 avril) qu'il quitte le 26 pour revenir au Havre le 3 mai. 
Maufroid réussit ainsi l'exploit de visiter toute l'Amérique du Nord en deux mois.

### Inde, Chine, Indochine, Corée, Jave et Japon
Il part en 1910 pour l'Asie et fait escale à Colombo. Il gagne ensuite l'Inde et débarque à Tuticorin. Il visite alors les temples de Madurai, Tanjore, Trichinopoly et Srinagar, passe à Pondichéry et à Madras puis, à travers le désert, Haïderabad. Il joint Secunderabad et les ruines de Golconde puis s'arrête à Calcutta. 
En train, il gagne Darjeeling où il admire le Kangchenjunga avant de partir pour Bénarès. Il visite encore la ville morte de Fatehpur Sikri et le tombeau d'Akbar puis le Taj Mahal. Il gagne alors Delhi, Amritsar puis Peshawar, Jaipur et Ahmedabad avant d'aller visiter les temples souterrains d'Ellora à Bombay. 
Maufroid suit ensuite la côte de Malabar, passe à Panjim, Velho-Goa, Mangalore, Mahé et Calicut avant de revenir à Colombo où il reprend le bateau pour l'Europe. 
En 1912, Maufroid se lance dans une traversée de toute l'Asie orientale, de Java au Japon. Il visite alors Singapour puis Tandjonk-Riok et gagne Batavia et Buitenzorg. Le train l'amène à Garut où il fait l'ascension du Papandayan puis à Djokjakarta où il visite Borobudur. Il part ensuite pour Surabaya et revient à Singapour. 
Il excursionne à Johore et se rend à Saïgon, Cholon, Pnom-Penh, Angkor Thom et Angkor Vat et revient à Saïgon d'où il embarque pour Tourane. Par le col des Nuages, il gagne Hué puis Haïphong et Hanoï.
Maufroid visite ensuite Hong-Kong, Canton, Macao, Shanghai, Hankéou alors en pleine tension politique puis, en train, gagne Pékin. Il voit les tombeaux des Ming et la Grande Muraille et emprunte à Tien-Tsin l'express de Mandchourie qui le transporte à Moukden. Premier français à entrer en Corée par le nord et en chemin de fer, il franchit le Yalou à Antoung et gagne Séoul. 
Par le Transcoréen, il atteint Fousan et, en bateau, Shimonoseki. Il visite alors Hiroshima, l'ile de Miyajima, Kobé, Osaka, Kyoto, Otsu, le lac Biwa et les temples de Mii-dera, Ishiyama-dera et Inari. Au bord de la baie d'Ise, il voit encore les temples de Futami et de Toba et, en train, gagne Yokohama, Kamakura puis Tokyo. 
Il visite aussi dans les montagnes du nord la station de Nikko ainsi que de nombreux temples avant de rentrer à Tokyo d'où, du port de Tsuruga, il embarque pour Vladivostok. Le Transsibérien le ramène alors en France en neuf jours, après dix mois d'absence. 
Outre l'intérêt touristique, les voyages en Asie de Maufroid sont un témoignage important sur la révolution chinoise, sur l'ascension fulgurante du Japon et sur les débuts de la colonisation de la Corée.

## Œuvres
- Du Mexique au Canada: journal de route en Amérique, L. Theuveny, 1907
- A travers la Russie et l'Asie centrale, L. Theuveny, 1909
- Sous le soleil de l'Inde, Plon, 1911
- De Java au Japon par l'Indo-Chine, la Chine et la Corée, Plon, 1913